# 72804 Калденті
72804 Калденті (72804 Caldentey) — астероїд головного поясу, відкритий 11 квітня 2001 року.
Тіссеранів параметр щодо Юпітера — 3,223.